# Wutöschingen
Wutöschingen – miejscowość i gmina w Niemczech, w kraju związkowym Badenia-Wirtembergia, w rejencji Fryburg, w regionie Hochrhein-Bodensee, w powiecie Waldshut, siedziba wspólnoty administracyjnej Wutöschingen. Leży w Klettgau, nad Wehrą, przy granicy ze Szwajcarią, oraz drodze krajowej B314.
W Wutöschingen działa klub piłki nożnej, SpVgg Wutöschingen 1920 e.V..